# تام پتی اند د هارت‌بریکرز
تام پتی اند د هارت بریکرز (به انگلیسی: Tom Petty and the Heartbreakers) نام یک گروه راک پر آوازهٔ آمریکایی است.
این گروه که در ۱۹۷۶ در لس آنجلس در کالیفرنیا تشکیل شد، افتخارات متعددی از جمله قرار گرفتن در تالار شهرت راک اند رول را نصیب خود گردانیده‌اند.
خواننده و رهبر این گروه تام پتی بود.